# Hamilton (film 2020)
Hamilton è un film musicale del 2020 diretto da Thomas Kail, registrazione integrale dell'omonimo musical (ispirato alla biografia Alexander Hamilton del 2004 di Ron Chernow) Premio Pulitzer di Lin-Manuel Miranda ripreso dal vivo a Broadway con il cast originale nel 2016. La distribuzione di Hamilton nelle sale cinematografiche era originariamente prevista a partire dal 15 ottobre 2021, ma in seguito alla pandemia di COVID-19 l'uscita del film è stata anticipata al 3 luglio 2020, data in cui Hamilton è stato reso disponibile al pubblico su Disney+. Il film è stato acclamato dalla critica per le sue immagini, performance e regia ed è diventato anche il film più trasmesso in streaming del 2020.

## Trama

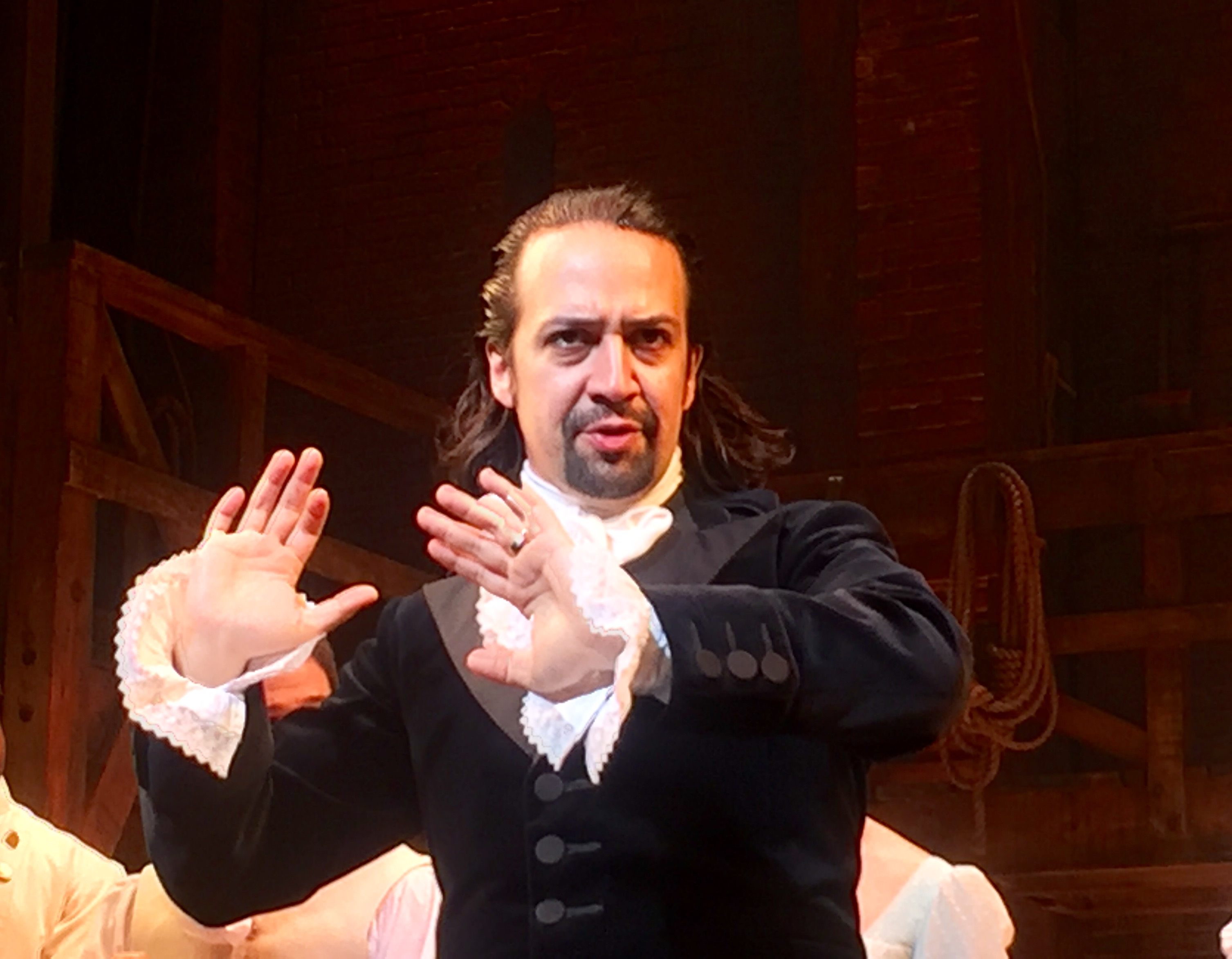
Lin-Manuel Miranda nei panni di Alexander Hamilton a Broadway

Il film ripercorre la vita del padre fondatore Alexander Hamilton dal suo arrivo a New York nel 1776 fino alla morte nel duello contro Aaron Burr nel 1804. L'ascesa politica del giovane è facilitata dallo scoppio della rivoluzione americana, in cui si afferma come aiutante di campo di George Washington, ma anche dal matrimonio con Eliza Schuyler, erede di una famiglia di grande peso politico e prestigio. Dopo aver fatto notare il proprio acume con oltre cinquanta articoli in sostegno alla nuova Costituzione degli Stati Uniti, a Hamilton viene offerto il ruolo di Segretario al tesoro, che ricopre con successo.
Con il passare degli anni la carriera di Hamilton è offuscata dalla morte del figlio Philip in un duello e a da uno scandalo sessuale che lo coinvolge e porta a un temporaneo allontanamento dalla moglie Eliza. Dopo il ritiro dalla scena politica di George Washington, la rivalità con Aaron Burr si intensifica notevolmente e dopo che Hamilton distrugge le possibilità di Burr di diventare il nuovo presidente il brillante statista viene sfidato al duello che gli costerà la vita.

## Numeri musicali

### Titoli di coda
- My Shot (Rise Up Remix)[4] – The Roots featuring Busta Rhymes, Joell Ortiz e Nate Ruess
- Dear Theodosia (strumentale)[4] – Orchestra
- Exit Music – Orchestra

## Produzione
Il film nella fase di produzione è costato 12.5 milioni di dollari.
Il film è stato girato nel corso di tre rappresentazioni del musical Hamilton in scena al Richard Rodgers Theatre di Midtown Manhattan nel giugno 2016, con l'aggiunta di alcune riprese e primi piani girati senza il pubblico in sala (queste riprese aggiunte includevano circa 13 o 14 numeri musicali che sono stati catturati con l'uso di una Steadicam, una gru e un carrello). Le riprese originali furono effettuale durante i primi di giugno, prima che diversi membri della compagnia originale lasciassero lo spettacolo, tra cui i protagonisti Lin-Manuel Miranda, Leslie Odom Jr. e Phillipa Soo. Alcuni dei membri del cast originale avevano lasciato la produzione, tra cui Betsy Struxness, il cui contratto era terminato nel marzo 2016. Alcune scene del film furono già mostrate nel 2016 nel documentario Hamilton's America (girato da RadicalMedia), trasmesso prima della cerimonia della settantesima edizione dei Tony Award. Il film ha un intervallo di un minuto.
Il film presenta la maggior parte del cast originale di Broadway, meno i membri dell'ensemble Betsy Struxness ed Emmy Raver-Lampman che se ne sono andati rispettivamente a marzo e ad aprile 2016, le loro tracce sono state eseguite da Hope Easterbrook ed Elizabeth Judd. Jonathan Groff, che ha lasciato il ruolo di Re Giorgio III ad aprile ed è stato sostituito da Rory O'Malley, è tornato alla produzione per riprendere il suo ruolo nel film. Fornisce anche, nel personaggio, la voce dell'annunciatore pre-spettacolo all'inizio del film, accogliendo il pubblico allo spettacolo.
Il 3 febbraio 2020 è stato annunciato che i Walt Disney Studios avevano acquisito i diritti di distribuzione mondiale del film per 75 milioni di dollari. La Disney ha superato con successo diversi concorrenti, tra cui la Warner Bros. Pictures, la 20th Century Fox (che alla fine sarebbe stata acquisita dalla Disney) e Netflix, che avevano tutti espresso interesse per i diritti del film. L'accordo, una delle acquisizioni di diritti cinematografici più costose, è stato negoziato dal presidente della Walt Disney Pictures Sean Bailey e messo in moto dopo che l'amministratore delegato della Disney Bob Iger ha contattato i produttori con interesse personale nell'acquisizione dei diritti cinematografici. Il film è prodotto da Lin-Manuel Miranda, Jeffrey Seller e Thomas Kail.

## Promozione
Il primo trailer del film è stato distribuito dai Walt Disney Studios il 22 giugno 2020.

## Distribuzione
Il 3 febbraio 2020 è stato annunciato che i Walt Disney Studios avevano acquistato i diritti di distribuzione del film per 75 milioni di dollari, battendo all'asta avversari come la Warner Bros., Netflix e la 20th Century Fox.

### Data di uscita
La Walt Disney Studios Motion Pictures aveva annunciato originariamente che il film sarebbe stato distribuito nelle sale cinematografiche il 15 ottobre 2021, successivamente anticipato al 3 luglio 2020 su Disney+, come annunciato da Disney e Miranda il 12 maggio 2020, per compensare alla chiusura dei teatri di Broadway e del West End londinese - e dei teatri in tutto il mondo - a causa della pandemia di COVID-19.
Questa mossa è stata fatta anche per far uscire il film in tempo per il weekend del 4 luglio, nel 244º anniversario dell'indipendenza degli Stati Uniti. I produttori erano inizialmente riluttanti a passare da una distribuzione cinematografica a una in streaming quando Iger propose l'idea, ma cedettero dopo che divenne chiaro che le produzioni teatrali di Broadway non sarebbero state riaperte prima del 2021.
Un'uscita cinematografica e in home video seguirà l'uscita di Disney+ nel 2021.

### Divieti
La Motion Picture Association of America ha vietato la visione del film ai minori di tredici (PG-13) anni per "linguaggio e materiale suggestivo". Dato che nella partitura originale di Miranda il termine scurrile "fuck" appare tre volte, in due delle tre occasioni la parole è stata censurata, dato che altrimenti il film sarebbe stato vietato ai minori di 17 anni non accompagnati (R). "Fuck" è stato censurato nelle canzoni Yorktown (The World Turned Upside Down) e Washington on Your Side, ma tenuto nel brano Say No to This. Hamilton è il primo film distribuito dalla Walt Disney Pictures in cui la parola "fuck" viene pronunciata. Una quarta, usata in The Adams Administration è stata tenuta, ma intenzionalmente censurata con un bip per l'effetto comico come parte dello spettacolo e del suo album cast.

### Documentario
Un documentario dietro le quinte sulla realizzazione del film, intitolato Hamilton In-Depth with Kelley Carter, è stato pubblicato su The Undefeated (sito web) e su Disney+ lo stesso giorno come il film. È presente la giornalista Kelley L. Carter che seduta su una tavola rotonda presenta con Thomas Kail e membri del cast le origini del musical, spiega il suo significato nella cultura pop e su come la sua storia e la rappresentazione degli eventi storici risuonano con le discussioni dei giorni nostri sull'ingiustizia sociale e razzismo sistemico.

## Accoglienza

### Pubblico
Nel fine settimana dell'uscita del film, l'applicazione di Disney+ è stata scaricata 266.084 volte, un aumento del 72% rispetto al totale delle quattro settimane precedenti. Nell'agosto 2020 è stato riferito che uno "sbalorditivo" 37,1% degli abbonati aveva guardato il film nel suo primo mese (in confronto, Unsolved Mysteries di Netflix (secondo programma più visto in quel momento) raggiungeva solo il 13,7%). A novembre Variety ha riferito che il film era il titolo straight-to-streaming più visto del 2020 fino a quel momento.

### Critica
Il film è stato accolto con recensioni molto positive dalla principali testate britanniche e statunitensi. Sul sito Rotten Tomatoes ottiene il 98% delle recensioni professionali positive, mentre su Metacritic ottiene il punteggio di 90/100.

## Riconoscimenti
- 2021 – Golden Globe
  - Candidatura per il miglior film commedia o musicale
  - Candidatura per il miglior attore in un film commedia o musicale a Lin-Manuel Miranda
- 2021 – Premio Emmy
  - Miglior varietà speciale (pre-registrato)
  - Candidatura per il miglior attore in una miniserie o film per la televisione a Lin-Manuel Miranda
  - Candidatura per il miglior attore in una miniserie o film per la televisione a Leslie Odom Jr.
  - Candidatura per la miglior attrice in una miniserie o film per la televisione a Phillipa Soo
  - Candidatura per la miglior attrice in una miniserie o film per la televisione a Renée Elise Goldsberry
  - Candidatura per il miglior attore non protagonista in una miniserie o film per la televisione a Daveed Diggs
  - Candidatura per il miglior attore non protagonista in una miniserie o film per la televisione a Jonathan Groff
  - Candidatura per il miglior attore non protagonista in una miniserie o film per la televisione ad Anthony Ramos